# Андерсон, Джолин
Джолин Нэнси Андерсон (англ. Jolene Nancy Anderson; род. 22 июля 1986 года в Сьюпириоре, Висконсин, США) — американская профессиональная баскетболистка, выступавшая в женской национальной баскетбольной ассоциации. Она была выбрана на драфте ВНБА 2008 года во втором раунде под общим 23-м номером клубом «Коннектикут Сан». Играет на позиции атакующего защитника. В настоящее время выступает за французский клуб «ЕСБ Вильнёв-д’Аск».

## Ранние годы
Джолин родилась 22 июля 1986 года в городке Сьюпириор (Висконсин) в семье Джима и Джули Андерсон, училась она немного восточнее, в статистически обособленной местности Порт-Уинг, в средней школе Саут-Шор, в которой играла за местную баскетбольную команду.